# Mike & Nick & Nick & Alice
Mike & Nick & Nick & Alice es una película a estrenarse de comedia, acción y buddy film estadounidense escrita y dirigida por BenDavid Grabinski, producida por Andrew Lazar y protagonizada por Vince Vaughn.

## Reparto
- Vince Vaughn
- James Marsden
- Eiza González
- Jimmy Tatro
- Keith David
- Emily Hampshire
- Arturo Castro
- Lewis Tan
- Ben Schwartz

## Producción
En abril de 2023, 20th Century Studios adquirió los derechos del guion especulativo de Mike & Nick & Nick & Alice, escrito por BenDavid Grabinski, con Grabinski como director del proyecto y Andrew Lazar como productor. El guion fue descrito como una comedia de acción y buddy film con una trama ambientada en el mundo del hampa. El 17 de mayo de 2024, se dio a conocer que Vince Vaughn estaba en negociaciones para interpretar el papel principal de la película.
En junio de 2024, James Marsden se unió al elenco y se confirmó que Vaughn sería el protagonista. Posteriormente, en julio del mismo año, se informó que Eiza González estaba en conversaciones para incorporarse al proyecto. Durante ese mismo mes, se informó que la película había sido retitulada a It Takes Two. El 19 de agosto, Jimmy Tatro se sumó al reparto y se confirmó la participación de González. Al día siguiente, Keith David fue anunciado como parte del elenco para interpretar al villano de la historia. En septiembre, Emily Hampshire, Arturo Castro y Lewis Tan también se unieron al elenco. Un mes después, en octubre, Ben Schwartz fue confirmado como parte del reparto.
La filmación estaba inicialmente programada para comenzar el 3 de septiembre de 2024 en Winnipeg (Manitoba), pero finalmente inició dos días después, el 5 de septiembre. La producción se extendió hasta octubre, con Larry Fong desempeñándose como director de fotografía.
The Hollywood Reporter sugirió que Vaughn podría interpretar a los dos personajes llamados Nick que figuran en el título de la película y señaló que la trama podría incluir elementos de viajes a través del tiempo. En diciembre de 2024, Marsden adelantó que el proyecto presentaba «un concepto innovador», lo que lo atrajo al proyecto, ya que consideraba que la idea era inédita. De manera similar, Lewis Tan expresó que «el público se sorprenderá al ver esta película» y destacó que contiene elementos nostálgicos de las décadas de 1980 y 1990.